# Джоанна Шимкус
Джоанна Шимкус (англ. Joanna Shimkus, нар. 30 жовтня 1943 року, Галіфакс) — канадська актриса та модель. Найбільш відома за фільмом «Шукачі пригод» (1967).

## Життєпис
Джоанна Шимкус народилася у Галифаксі,  Нова Шотландія, Канада.
У віці девятнадцати років поїхала в Париж и почала працювати як модель.

## Родина
- Чоловік — актор Сідні Пуатьє (1927—2022), отримав «Оскар» (1963)
- Дочка Аніка (нар. 1972)
- Дочка Тамія(інші мови), актриса (нар. 1973)